# Frontera entre Corea del Norte y Corea del Sur
La frontera entre Corea del Norte y Corea del Sur o frontera intercoreana delimita los territorios de estos dos estados. Actualmente se compone de una frontera terrestre marcada por la zona desmilitarizada de Corea, y una frontera marítima en la sección occidental del cual forma la línea límite del norte.

## Historia
La creación de la frontera intercoreana se deriva de los acuerdos de la conferencia de Yalta en 1945. De hecho, Estados Unidos y la Unión Soviética había acordado la ocupación militar conjunta de la península de Corea después de la derrota de Japón al final de Segunda Guerra Mundial. El paralelo 38° norte constituía la frontera teórica entre las dos zonas.
Pero pronto, las disensiones entre las dos superpotencias aparecerían en el futuro político de Corea. Los occidentales celebraron elecciones libres que condujeron a la creación en el sur de la "República de Corea" en el sur, mientras que en el norte los regímenes comunistas apoyaron la fundación de la "República Popular Democrática de Corea". En 1950, la guerra de Corea estalló entre estos dos regímenes antagónicos.

Evolución del frente que separaba las dos Coreas durante la guerra de Corea. Los territorios ocupados por Corea del Norte, su aliado chino y las otras fuerzas comunistas están en rojo y los ocupados por Corea del Sur, los Estados Unidos y las fuerzas de las Naciones Unidas están en verde.

Durante los primeros meses del conflicto, el frente era extremadamente fluctuante: Corea del Norte, a pesar de tener cierta ventaja al ocupar casi toda la península (septiembre de 1950), sufrió un contraataque de las fuerzas estadounidenses del general MacArthur con el apoyo de tropas extranjeras con mandato de la ONU revirtieron completamente la situación en favor de los surcoreanos en el mes de noviembre. La intervención de "voluntarios" chinos salvó in extremis el régimen comunista, atrincherado en la zona fronteriza del río Yalu después del adelanto occidental, gracias a un contraataque que estabilizó el frente alrededor de la línea inicial de demarcación.
Se mantuvo estable hasta la firma del armisticio de Panmunjom firmado en la localidad del mismo nombre el 27 de julio de 1953, cerca de la línea del frente (en coreano: 휴전선; romanización revisada: hyujeonseon; McCune-Reischauer: hyujŏnsŏn), que después se convirtió en la frontera intercoreana que conocemos hoy.

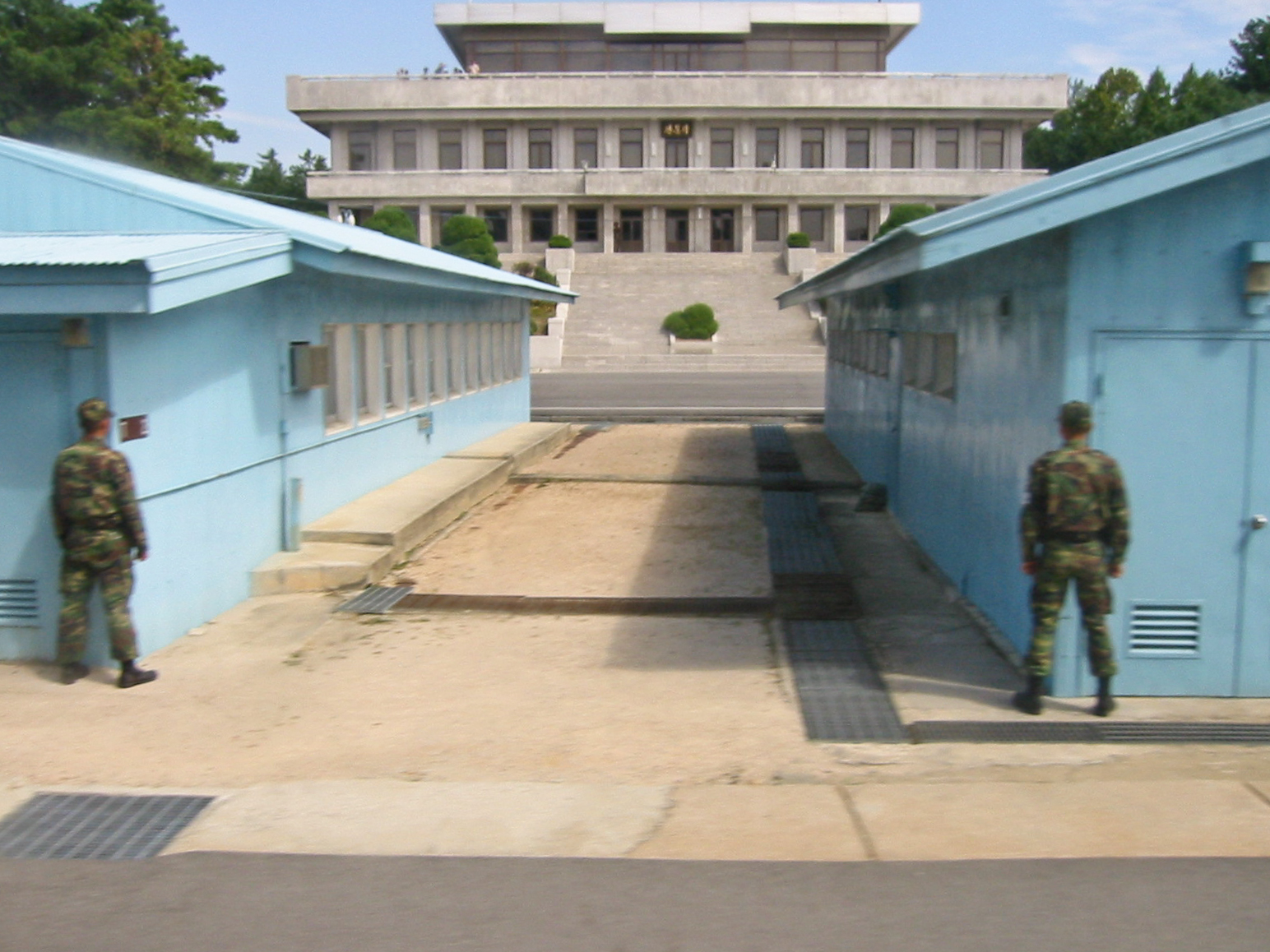
Panmunjom, frontera entre el sur y el norte de Corea en la zona desmilitarizada.

Está bastante militarizada y es el teatro de múltiples incidentes, parte de los cuales se conoce como conflicto marítimo intercoreano.
El 4 de marzo de 2010, muchos soldados de Corea del Norte cruzaron la frontera terrestre que los separa de Corea del Sur en busca de un desertor que había huido del país. Bajo los disparos de advertencia del ejército de Corea del Sur, se batieron en retirada. El 23 de noviembre de 2010 el fuego de la artillería norcoreana sobre la isla surcoreana de Yeonpyeong destruyó varios hogares y provocó al menos cuatro muertos y múltiples heridos, tanto militares como civiles surcoreanos.

## Características
La frontera entre los dos estados hace 237 kilómetros, se encuentra en medio de la zona desmilitarizada de Corea, una franja intermedia de cuatro kilómetros de ancho. Todo el sistema hace que la separación entre los dos estados sea la frontera más militarizada del mundo.